# Arachnea
Arachnea is het 24ste stripalbum uit de Thorgal-reeks en vormt samen met "De blauwe ziekte" de cyclus "De reizen van Thorgal". Het werd voor het eerst uitgegeven bij Le Lombard in 1999. Het album is getekend door Grzegorz Rosiński met scenario van Jean Van Hamme.

## Het verhaal
Tijdens een storm raakt Thorgal met zijn dochter Wolvin gescheiden van de andere gezinsleden. Zij belanden op een paradijselijk eiland dat van de rest van de wereld gescheiden wordt door mistbanken. De bevolking is volledig afhankelijk van de onsterfelijke heerseres Arachnea. Twee keer per jaar, bij de zonnewendes in de herfst en in het voorjaar, dienen de bewoners een jongeman naar haar toe te sturen om haar te bevruchten en die haar daarmee energie schenken waarmee ze eeuwig voort kan leven. Deze echtgenoten worden echter nooit teruggezien. Volgens de legende worden de huwelijkskandidaten na de voltrekking van hun verbintenis met de godin door haar verslonden.
Bij aankomst op het eiland verdwijnt Wolvin in een grot en valt in handen van Arachnea. Thorgal wordt gevangengenomen door de eilandbewoners en uitgehuwelijkt aan Arachnea. Op weg naar zijn bestemming ontmoet hij een jonge vrouw, Maika.